# Войнашівська сільська громада
Войнашівська сільська об'єднана територіальна громада — колишня об'єднана територіальна громада в Україні, у Барському районі Вінницької області. Адміністративний центр — село Войнашівка.
Утворена 24 вересня 2019 року шляхом об'єднання Войнашівської, Матейківської та Митківської сільських рад Барського району.
6 травня 2020 року Кабінет Міністрів України затвердив перспективний план формування територій громад Вінницької області, в якому Войнашівська ОТГ відсутня, а Войнашівська, Матейківська та Митківська сільські ради включені до Барської ОТГ..
12 червня 2020 року громаду ліквідовано, Войнашівська, Матейківська та Митківська сільські ради включені до Барської ОТГ.

## Населені пункти
До складу громади входять 1 селище (Бар) і 13 сіл: Войнашівка, Заможне, Затоки, Каноницьке, Киянівка, Матейків, Мирне, Митки, Міжлісся, Мурашка, Павлівка, Пляцина, Трудолюбівка.